# 許志宏
許志宏（1973年1月18日—），中華民國政治人物，中國國民黨黨員，現任彰化縣鹿港鎮長，曾任鹿港鎮民代表會主席。

## 學歷
- 國立彰化師範大學附屬工業學校
- 建國科技大學附設進修學院二年制國際企業管理系
- 國立彰化師範大學EMBA企業高階管理碩士班

## 經歷
- 第20屆鹿港鎮民代表會主席
- 第19屆鹿港鎮民代表會主席
- 第18屆鹿港鎮民代表會副主席
- 彰化區漁會第8屆理事、第9屆監事、第10屆理事
- 彰化區漁會第7-8屆代表
- 中國國民黨第19、20 屆全國黨代表
- 中國國民黨鹿港區黨部委員
- 鹿港後憲忠貞協會副主任
- 鹿港後備軍人輔導中心督導、委員

## 政治經歷

### 鎮民代表（2006－2018）

#### 鎮代會議事錄複製計畫
- 鑑於鹿港鎮民代表會自民國35年成立迄今有許多的文書檔案彌足珍貴，部分檔案已於民國96年獲國家檔案局徵集、移轉、典藏，秘書黃輝銘提出議事錄複製計畫。自民國100年開始整理、 影印、 精裝， 在未增加預算費用下，僅請代表會職工利用公餘加班複印，歷經三年餘，完成第1屆至第17屆議事錄精裝整理（第18屆當屆已製作完成）計39大冊。[2]

#### 爭取轎店口老街觀光廊道環境改善工程
- 2015年5月，隨著時代演進，「轎店巷」後門巷道缺乏整理維護，成為髒亂死角，少有人出入。時任鎮代會主席的許志宏為了改善環境，帶著家人來除草、整理，清出三十幾車的廢棄物，再向鎮公所、營建署爭取經費，由鎮公所以120餘萬鋪設部分石板路，展現巷弄的面貌，獲得縣府與營建署的認同，續撥200餘萬加上地方配合款，終於整理出鹿港的一條幽巷秘境。 許志宏表示，此案是以民俗文物館為主及轎店口周邊巷弄觀光廊道環境改善工程，並以文創構思轎店口為古典婚紗攝影的地點，深具今古情境，所以取名「古早way、囍事道、桂花引珍情」來做為觀光行銷。[3]

### 第18任鹿港鎮鎮長（2018－）

#### 配合觀光局暖冬遊 鎮公所加碼抽獎送禮
- 配合交通部觀光局暖冬觀光補助計畫，鹿港鎮公所加碼「暖冬遊鹿港抽獎送烏魚子」，凡在2019年1月使用暖冬補助住宿的旅客，即有機會抽獎。鎮長許志宏表示推薦鹿港的特色產業烏魚子，因為是入冬才有的美食，更重要的是歷史也記載彰化縣沿海烏魚品質，是台灣第一。

| 政府职务      | 政府职务                             | 政府职务 |
| ------------- | ------------------------------------ | -------- |
| 鹿港鎮公所    |                                      |          |
| 前任： 黃振彥 | 鹿港鎮鎮長 第十八屆 2018年12月25日－ | 繼任： ' |